# Stichting tegen Kanker
Stichting tegen Kanker is een Belgische stichting voor kankerbestrijding.
De stichting is actief op federaal niveau. In 2014 had de stichting 150.000 donateurs en inkomsten ten bedrage van ruim 29 miljoen euro. Het hoofdkantoor bevindt zich nabij het Meiserplein aan de Leuvensesteenweg in Schaarbeek, Brussel.

## Oprichting
De oprichting vond plaats op 7 april 2004, als een gezamenlijk initiatief van drie vzw's, namelijk de Belgische Federatie tegen Kanker vzw, de Belgische Vereniging voor Kankerbestrijding vzw en het Belgisch Werk tegen Kanker vzw. Doel is een krachtenbundeling op federaal niveau.

## Doelstellingen
De stichting wil vooruitgang bewerkstelligen in de strijd tegen kanker. Hierbij gaat het om: genezingskansen verhogen, levenskwaliteit verbeteren, preventie en het bundelen van de kankerbestrijdende krachten in België. 

## Activiteiten
De stichting ontplooit diverse initiatieven. De belangrijkste zijn de volgende:
- Elektronische nieuwsbrieven zoals de algemene nieuwsbrief, de nieuwsbrief oncodiëtetiek.
- Esthetische verzorging.
- Financiële tegemoetkomingen voor patiënten.
- Financiering van wetenschappelijk kankeronderzoek.
- Kankerbarometer: onafhankelijke beschrijving van de kankerzorg in België (2021)[2]
- Kankerinfo, een telefoonnummer en webpagina waar mensen met vragen terechtkunnen.
- Levensloop[3]
- Nationale Kinderkankerdag (i.s.m. Nationale Kinderkankerdag vzw)[4]
- Praatgroepen.
- Preventiecampagnes
- Psychologische ondersteuning.
- Rekanto: bewegingsprogramma's na behandeling, website.[5]
- RookStopCoach, een interactieve en geïndividualiseerde website die mensen begeleidt bij het stoppen met roken.
- Schriftelijke publicaties zoals informatiebrochures en het tijdschrift Samen tegen kanker.
- Tabakstop: website en de Tabak Stop Lijn.[6]
- Website 10 alarmsignalen tegen kanker.[7]
- Website met uitgebreide informatie per soort kanker en informatie per doelgroep, zoals patiënten, hun omgeving, jongeren.